# I. e. 154
Évszázadok: i. e. 3. század – i. e. 2. század – i. e. 1. század
Évtizedek: i. e. 200-as évek – i. e. 190-es évek – i. e. 180-as évek – i. e. 170-es évek – i. e. 160-as évek – i. e. 150-es évek – i. e. 140-es évek – i. e. 130-as évek – i. e. 120-as évek – i. e. 110-es évek – i. e. 100-as évek
Évek: i. e. 159 – i. e. 158 – i. e. 157 – i. e. 156 –  i. e. 155 – i. e. 154 – i. e. 153 – i. e. 152 – i. e. 151 – i. e. 150 – i. e. 149

## Események

### Róma
- Quintus Opimiust és Lucius Postumius Albinust választják consulnak. L. Postumius meghal hivatala alatt, és Manlius Acilius Glabrio veszi át a helyét.
- A census során 324 000 római polgárt számlálnak össze.
- Hispaniában a Punicus vezette luzitánok legyőzik Calpurnius Piso praetor 15 ezres seregét és megölik 6 ezer emberét. Punicus szövetkezik a vettones törzzsel és Dél-Hispániában a római fennhatóságú városokat fosztogatják.
- Észak-Hispaniában a keltiberek városa, Numantia is fellázad a római uralom ellen.

### Hellenisztikus birodalmak
- VIII. Ptolemaiosz kürenaikai király (volt egyiptomi fáraó) ismét megpróbálja megszerezni Ciprust bátyjától, VI. Ptolemaiosztól. Róma támogatja törekvését, követséget és öt hadihajót küld segítségére, de VI. Ptolemaiosz Cipruson elfogja és kiegyezik vele: VIII. Ptolemaiosz lemond Ciprusról, cserébe megtarthatja Kürenaikát, évi gabonasegélyt kap Egyiptomtól és feleségül veheti VI. Ptolemaiosz egyik lányát ha az nagykorú lesz.
- II. Attalosz pergamoni király két évnyi háborúskodás után Róma és Kappadókia segítségével legyőzi az agresszíven terjeszkedő II. Prusziasz bithüniai királyt.

### Kína
- A helyi hercegek megindítják a hét tartomány felkelését Csing császár központosítási törekvései miatt, de három hónap alatt elbuknak.

## Születések
- Caius Sempronius Gracchus, római politikus

## Halálozások
- Tiberius Sempronius Gracchus, római hadvezér és államférfi

## Fordítás
- Ez a szócikk részben vagy egészben  a(z)   154 av. J.-C. című francia Wikipédia-szócikk ezen változatának fordításán alapul.  Az eredeti cikk szerkesztőit annak laptörténete sorolja fel. Ez a jelzés csupán a megfogalmazás eredetét és a szerzői jogokat jelzi, nem szolgál a cikkben szereplő információk forrásmegjelöléseként.